# Zure roggesoep

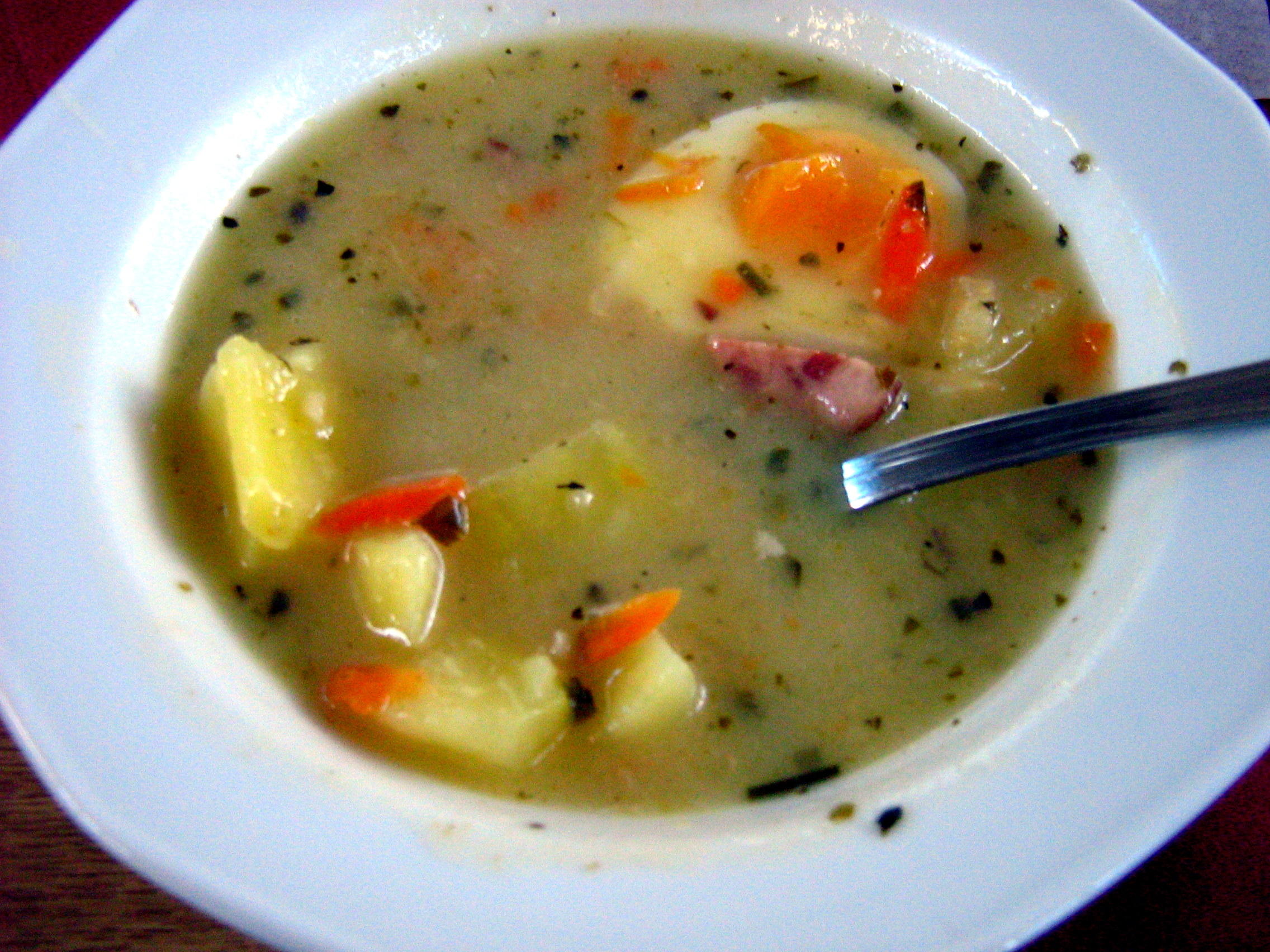
Zure roggesoep, ook wel bekend als żurek

Zure roggesoep (Pools: żur of żurek) is een soep van gezuurd roggemeel (vergelijkbaar met zuurdesem) met vlees.
Het vlees bestaat meestal uit gekookte varkensworst, stukjes gerookte worst, bacon of ham. Het is een echt Pools gerecht, en staat er bekend als żur of żurek. Er is een variant die barszcz biały heet ("witte borsjtsj") en die wordt gemaakt met tarwebloem in plaats van rogge. De soep komt ook voor in de keukens van andere West-Slavische landen zoals Slowakije (kyslóvka). Een andere variant van deze soep wordt gegeten in Tsjechië, kyselo, met paddenstoelen maar zonder vlees.